# Dephomys defua
Il ratto defua (Dephomys defua Miller, 1900) è un roditore della famiglia dei Muridi, unica specie del genere Dephomys (Thomas, 1926), diffuso nell'Africa occidentale.

## Descrizione

### Dimensioni
Roditore di piccole dimensioni, con la lunghezza della testa e del corpo tra 109 e 137 mm, la lunghezza della coda tra 176 e 210 mm, la lunghezza del piede tra 16 e 30 mm, la lunghezza delle orecchie tra 15 e 30 mm e un peso fino a 53 g.

### Caratteristiche craniche e dentarie
Il cranio presenta un rostro sottile e la bolla timpanica piccola. Gli incisivi sono lisci, i fori palatali sono piccoli e stretti e non raggiungono la parte anteriore del primo molare superiore.
Sono caratterizzati dalla seguente formula dentaria:

### Aspetto
La pelliccia è lunga e ruvida. Le parti dorsali variano dal marrone al bruno-rossastro, con la groppa talvolta più brillante e cosparsa di peli più lunghi nerastri. La base dei peli è ovunque grigio scura. Le parti ventrali sono grigio-biancastre. Il muso è lungo ed appuntito, le vibrisse sono lunghe e scure. Le orecchie sono piccole, rotonde e cosparse di pochi peli. Il dorso delle zampe è biancastro o marrone chiaro. Le mani hanno quattro dita, ognuna fornita di un piccolo artiglio. Il pollice è mancante. I piedi sono larghi, hanno cinque dita, con il primo e l'ultimo più corti dei tre centrali ed ognuno munito di un piccolo artiglio. La pianta dei piedi è priva di peli ed ha 6 cuscinetti ben sviluppati. La coda è molto lunga, più di una volta e mezza la lunghezza della testa e del corpo, è scura, priva di peli e con circa 16 anelli di scaglie per centimetro. Le femmine hanno due paia di mammelle inguinali. Il numero cromosomico è 2n=54,44 e 42.

## Biologia

### Comportamento
È una specie parzialmente arboricola e notturna.

### Alimentazione
Si nutre di frutta ed alcuni insetti.

### Riproduzione
Sono state osservate femmine gravide con 2-3 embrioni in gennaio e febbraio e giovani esemplari nei primi di ottobre e a metà dicembre.

## Distribuzione e habitat
Questa specie è diffusa nell'Africa occidentale dalla Sierra Leone al Ghana.
Vive nelle foreste pluviali di pianura e montane e in foreste secondarie associate a zone paludose.

## Tassonomia
Sono state riconosciute 2 sottospecie:
- D.d.defua: Sierra Leone, Guinea, Liberia meridionali;
- D.d.eburnae (Heim de Balsac & Bellier, 1967): Liberia sud-orientale, Costa d'Avorio e Ghana meridionali.

## Conservazione
La IUCN Red List, considerato l'areale esteso, la tolleranza alle modifiche ambientali e la popolazione numerosa, classifica D.defua come specie a rischio minimo (Least Concern).